# العلاقات الغواتيمالية الكازاخستانية
العلاقات الغواتيمالية الكازاخستانية هي العلاقات الثنائية التي تجمع بين غواتيمالا وكازاخستان.

## مقارنة بين البلدين
هذه مقارنة عامة ومرجعية للدولتين:
| وجه المقارنة                                              | غواتيمالا       | كازاخستان                      |
| --------------------------------------------------------- | --------------- | ------------------------------ |
| المساحة (كم2)                                             | 108.89 ألف      | 2.72 مليون                     |
| عدد السكان (نسمة)                                         | 17.26 مليون     | 17.95 مليون                    |
| الكثافة السكانية (ن./كم²)                                 | 158.51          | 6.6                            |
| العاصمة                                                   | غواتيمالا       | نور سلطان                      |
| اللغة الرسمية                                             | اللغة الإسبانية | اللغة القازاقية، اللغة الروسية |
| العملة                                                    | كتزال غواتيمالي | تينغ كازاخستاني                |
| الناتج المحلي الإجمالي (بليون دولار)                      | 75.62 مليار     | 159.41 مليار                   |
| الناتج المحلي الإجمالي (تعادل القوة الشرائية) بليون دولار | 126.21 مليار    | 439.39 مليار                   |
| الناتج المحلي الإجمالي الاسمي للفرد دولار أمريكي          | 3.90 ألف        | 10.51 ألف                      |
| الناتج المحلي الإجمالي للفرد دولار أمريكي                 | 7.45 ألف        | 24.23 ألف                      |
| مؤشر التنمية البشرية                                      | 0.627           | 0.788                          |
| رمز المكالمات الدولي                                      | +502            | +7                             |
| رمز الإنترنت                                              | .gt             | .kz، .қаз ‏                     |
| المنطقة الزمنية                                           | 00              | ت ع م+05:00، ت ع م+06:00       |

## منظمات دولية مشتركة
يشترك البلدان في عضوية مجموعة من المنظمات الدولية، منها:
| علم المنظمة | اسم المنظمة                               | تاريخ انضمام غواتيمالا | تاريخ انضمام كازاخستان |
| ----------- | ----------------------------------------- | ---------------------- | ---------------------- |
|             | الاتحاد البريدي العالمي                   | ?                      | ?                      |
|             | يونسكو                                    | 2 يناير 1950           | 22 مايو 1992           |
|             | البنك الدولي للإنشاء والتعمير             | 28 ديسمبر 1945         | 23 يوليو 1992          |
|             | وكالة ضمان الاستثمار متعدد الأطراف        | 11 يوليو 1996          | 12 أغسطس 1993          |
|             | الاتحاد الدولي للاتصالات                  | 10 يوليو 1914          | 23 فبراير 1993         |
|             | منظمة الشرطة الجنائية الدولية             | ?                      | ?                      |
|             | مؤسسة التمويل الدولية                     | 20 يوليو 1956          | 30 سبتمبر 1993         |
|             | الأمم المتحدة                             | 21 نوفمبر 1945         | 2 مارس 1992            |
|             | مؤسسة التنمية الدولية                     | 27 أبريل 1961          | 23 يوليو 1992          |
|             | منظمة حظر الأسلحة الكيميائية              | ?                      | ?                      |
|             | المركز الدولي لتسوية المنازعات الاستشارية | 20 فبراير 2003         | 21 أكتوبر 2000         |

## وصلات خارجية
- موقع وزارة الخارجية الغواتيمالية
- موقع وزارة الخارجية الكازاخستانية